# Zhukaigou-Kultur
Die Zhukaigou-Kultur (朱開溝文化) war eine spätneolithische und frühbronzezeitliche Kultur (bis ca. 1.500 v. Chr.) des Ordos-Plateaus in der Inneren Mongolei, in China.
Die Typuslokalität wurde bei Ejin-Banner (Innere Mongolei) entdeckt und von 1977 bis 1984 ausgegraben. Die Zhukaigou-Kultur ist der vermutliche Vorläufer des bronzezeitlichen Abschnittes der Ordos-Kultur und folglich eine der ersten Kulturen des nördlichen Gebietes, mit einer Ausdehnung in die nördliche und zentrale Innere Mongolei, den Norden Shaanxis und den Norden Shanxis, mit der Ordos-Region als Zentrum. Die Einführung der Metallverarbeitung wird am Ende des 3. Jahrtausends v. Chr. angenommen, gleichzeitig ist eine höhere Qualität bei der Keramikherstellung zu beobachten.
Die Zhukaigou-Kultur wurde in fünf Phasen unterteilt, die zeitlich mit der späten Stufe der Longshan-Kultur, der frühen, mittleren und späten Stufe der Erlitou-Kultur und der frühen Stufe der Erligang-Kultur korrespondieren. Die frühe Phase war durch die Longshan-Kultur beeinflusst, wohingegen die mittlere Phase von der Qijia-Kultur beeinflusst wurde, da sich in diesem Zeitabschnitt die ersten Bronzeartefakte in den Hinterlassenschaften der Zhukaigou zeigen. Sie waren Bauern, die hauptsächlich Hirse anbauten sowie Schafe, Schweine und Rinder züchteten.
Artefakte des Shang-Typs lassen vermuten, dass um die Mitte des 2. vorchristlichen Jahrtausends Kontakte zwischen den Zhukaigou und den Shang bestanden, oder dass die sich nach Norden ausbreiteten. Rituelle Gefäße der Shang gelangten in der Erlitou- (ca. 2.100-1.800/1500) und der Erligang-Periode (ca. 1.500-1.400) zu den Zhukaigou.
Das Ende der Zhukaigou wird über datierte Bronzeobjekte aus einheimischer Produktion um etwa 1.500 v. Chr. angenommen. Für diese letzte Periode der Zhukaigou ist eine Mischung der Bronzegegenstände aus typisch nördlichen Dolchen, typischen Shang ge (戈) Dolch-Äxten und Messern, die Merkmale beider Kulturen zeigen, typisch.